# کیل‌باش (یورغیر)
کیل‌باش (به ترکی استانبولی: Kılbaş) یک منطقهٔ مسکونی در ترکیه است که در یورغیر واقع شده‌است.